# NHL 2K6
NHL 2K6 est un jeu vidéo de hockey sur glace développé par 2K Sports.

## Accueil
- Jeuxvideo.com : 16/20[1]